# Magomed Tolboyev
Magomed Omarovich Tolboyev, em cirílico Магомед Толбоев (Sogratel, 20 de Janeiro de 1951), é um cosmonauta da antiga União Soviética. Ele foi membro de uma das turmas de cosmonautas selecionadas para voar ao espaço a bordo do ônibus espacial Buran, mas se retirou do programa espacial soviético sem ter ido ao espaço .

## Vida Pessoal
Magomed Tolboyev nasceu em 20 de janeiro de 1951 em Sogratel, na República Autônoma do Daguestão, na região soviética do Cáucaso. É casado com Lyubov Vasilyevna Kondratenko, com quem tem três filhos, Natalya, Ruslan e Marina, nascidos, respectivamente, em 1967, 1974 e 1986. Tolboyev também escreveu um livro, realizou uma tentativa de estabelecer um recorde de altitude em balão tripulado, chegando a 40.000 metros, em 2003, e publicou um livro autobiográfico. Atualmente, mantém um site sobre suas atividades .

## Formação e carreira
Tolboyev ingressou na academia da Força Aérea Soviética, em Yeysk, em 1969, na qual se graduou, em 1973. A partir de então, serviu em diferentes unidades da força aérea de seu país, até 1980. Naquele ano, ele deixou a força aérea e ingressou como piloto de testes da escola de pilotos do Ministério da Indústria Aérea em Zhukovskiy. Mas permaneceria pouco tempo no cargo, sendo selecionado como cosmonauta, em 1983 .
Em 1976, Magomed Tolboyev fez sua primeira tentativa de ser escolhido como cosmonauta pelo programa espacial de seu país. Contudo, veio a ser reprovado nos exames médicos devido a um trauma em sua coluna vertebral, ferimento este decorrente de uma ejeção durante um acidente que sofrera ao pilotar um jato Sukhoy Su-7, anos antes. Ele fez nova tentativa em 1979, mas novamente foi rejeitado, desta vez devido a um ferimento em um joelho, ocasionado por uma ejeção em outro acidente aéreo. Em 1981, Tolboyev passou a trabalhar para o programa espacial soviético, participando das experiências aéreas que levariam ao desenvolvimento do Buran, a primeira espaçonave reutilizável da União Soviética. Em 1983, ele finalmente conseguiu ser selecionado como cosmonauta para o Buran, passando a realizar o treinamento básico no Instituto de Aviação de Moscou. Em 1985, ele foi oficialmente nomeado como cosmonauta. De abril a novembro de 1988, Tolboyev passou a realizar voos de teste com a nave Buran, dentro da atmosfera terrestre. A exemplo dos testes realizados pelos estadunidenses, os primeiros a utilizar este tipo de nave, o Buran era levado a grandes altitudes no dorso de um avião e lançado com tripulação, que o controlava até o solo, planando. Tolboyev também efetuou voos de testes a bordo de aviões Tupolev Tu-154LL e Mig-25, para testar a resistência e adaptação de seu organismo às grandes velocidades. Em 15 de novembro de 1988, quando o Buran realizou aquele que seria seu primeiro e único voo ao espaço, Tolboyev foi escolhido para pilotar um jato Mig-25 para acompanhar a nave em sua decolagem e aterrissagem. O avião de Tolboyev é visível no famoso vídeo divulgado do ônibus espacial correndo pela pista de pouso após seu retorno seguro à Terra. Posteriormente, Tolboyev foi anunciado como o cosmonauta escolhido para participar da primeira missão espacial tripulada do Buran, juntamente com o cosmonauta Igor Volk, que seria o comandante. Contudo, esta planejada missão nunca seria realizada, pois o Buran jamais voltaria a ser utilizado novamente, uma vez que foi tirado de atividade devido aos altos custos que proibiram a continuidade do projeto . Certo de que perdera a chance de voar ao espaço, Tolboyev se retirou do programa espacial de seu país, logo após o fim da União Soviética, e ingressou na carreira política, em 1994, como representante da República do Daguestão na Duma. Entre 1996 e 1998, se tornou chefe do conselho de segurança do Daguestão, em Makhachkala . Em 1997, ele se tornou também presidente do show aéreo MAKS, realizado bienalmente .